# Consistência (banco de dados)
Consistência, no contexto de banco de dados, o termo refere-se a transacções que não violem nenhuma restrição de integridade durante a sua execução. Se a transacção deixa a base de dados em um estado incorrecto, é abortado e é reportado um erro. É uma das propriedades do acrônimo ACID.

## Referencias
- «Artigo sobre consistência em banco de dados» (em inglês)